# Andazaq
Andazaq (persiska: اندزق) är en ort i Iran.   Den ligger i provinsen Ardabil, i den nordvästra delen av landet, 400 km nordväst om huvudstaden Teheran. Andazaq ligger 1 523 meter över havet och antalet invånare är 642.
Terrängen runt Andazaq är huvudsakligen kuperad, men österut är den bergig.Runt Andazaq är det ganska tätbefolkat, med 60 invånare per kvadratkilometer. Närmaste större samhälle är Meshgīn Shahr, 8,9 km nordost om Andazaq. Trakten runt Andazaq består i huvudsak av gräsmarker.